# Papp László Budapest Sportaréna
Papp László Budapest Sportaréna est une salle omnisports située à Budapest en Hongrie et créée en 2001. C'est la plus grande salle de Hongrie avec une capacité de 12 500 places. Initialement nommée Budapest Sportaréna, elle prend son nom actuel le 28 mai 2004 en l'honneur de László Papp, un boxeur hongrois triple champion olympique.

## Histoire
Avant, à cette place, se tenait le Budapest Sportcsarnok, édifié en 1982, qui avait la même capacité que la Papp László Budapest Sportaréna, et qui avait accueilli en 1982 le Championnat du monde de handball féminin ainsi que la finale de la Suproligue de basket-ball masculin entre le Cibona Zagreb et le Žalgiris Kaunas.

## Événements
Parmi les événements sportifs s'étant tenus dans l'Aréna, on trouve :
- Championnats d'Europe de patinage artistique 2004
- Championnats du monde d'athlétisme en salle 2004
- Championnat d'Europe de futsal 2010
- Championnat d'Europe féminin de basket-ball 2015
- Championnats du monde de judo 2017
- Ligue européenne féminine de volley-ball 2018 (Ligue d'or, phase finale)
- Championnats du monde de lutte 2018
- Phase finale de la Fed Cup 2020
- Handball
  - Championnat d'Europe féminin de handball 2004
  - Championnat d'Europe féminin de handball 2014
  - Final-four de la Ligue des champions féminine de l'EHF de 2014 à 2022

## Galerie

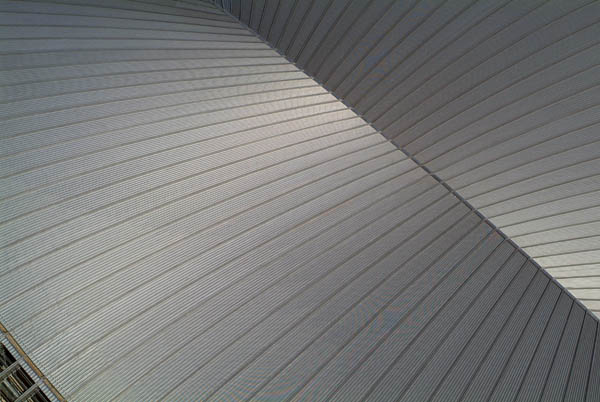
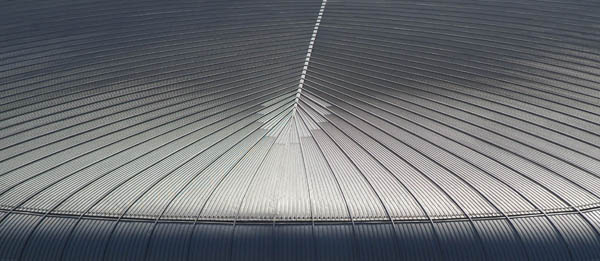